# Kīān (ort i Iran)
Kīān (persiska: گيّان, گيان, کیان) är en ort i Iran.   Den ligger i provinsen Hamadan, i den nordvästra delen av landet, 300 km sydväst om huvudstaden Teheran. Kīān ligger 1 561 meter över havet och antalet invånare är 8 062.
Terrängen runt Kīān är varierad.Runt Kīān är det ganska tätbefolkat, med 124 invånare per kvadratkilometer. Närmaste större samhälle är Nahāvand, 12,1 km öster om Kīān. Trakten runt Kīān består till största delen av jordbruksmark.